# 제4차 하리코프 전투
제4차 하리코프 전투(Fourth Battle of Kharkov), 벨고로드–하리코프 전략공세작전(러시아어: Белгородско-Харьковская стратегическая наступательная операция), 또는 간단히 벨고로드–하리코프 공세(러시아어: Белгородско-Харьковская операция)는 제2차 세계 대전 중 소련이 여름에 벌인 전략적 공세 작전으로, 벨고로드와 하르키우를 해방하고 독일 제4기갑군과 켐프 분견대를 격멸하는 것을 목표로 했다. 이 작전은 18세기 러시아의 명장 표트르 루먀체프 원수를 기려 ‘루먀체프 장군 작전’(러시아어: Полководец Румянцев)이라는 암호명으로 실행되었다. 작전은 쿠르스크 돌출부 남부 전선에서 보로네츠 전선군과 스텝 전선군이 이 작전을 수행했다. 독일군은 이 전투를 ‘제4차 하리코프 전투’(독일어: Vierte Schlacht bei Charkow)라고 불렀다.
작전은 1943년 8월 3일 새벽에 시작되었으며, 앞선 쿠르스크 전투에서 소련이 방어에 성공한 이후 이를 공세로 전환하기 위한 것이었다. 공세는 독일 남부 집단군의 북쪽 측면을 겨냥해 진행되었고, 8월 23일에는 보로네zh 및 스텝 전선군이 마침내 하르코프를 독일군으로부터 완전히 해방시켰다. 이는 동부 전선에서 소련 붉은 군대가 하르키우를 완전히 탈환한 전투이기도 했다. 이 작전으로 인해 독일군은 우크라이나에서 드니프로강 너머로 후퇴하게 되었으며, 그 결과로 1943년 가을 제2차 키예프 전투의 서막이 열렸다.

## 진행
1943년 8월 12일에서 8월 23일에 걸쳐 붉은 군대의 병력 1,144,000명으로 이루어진 스텝 전선군과 독일 국방군의 병력 200,000명으로 이루어진 남부 집단군이 우크라이나 하리코프(오늘날의 하르키우)에서 교전하여 붉은 군대가 승리하였다.